# Lieber Code

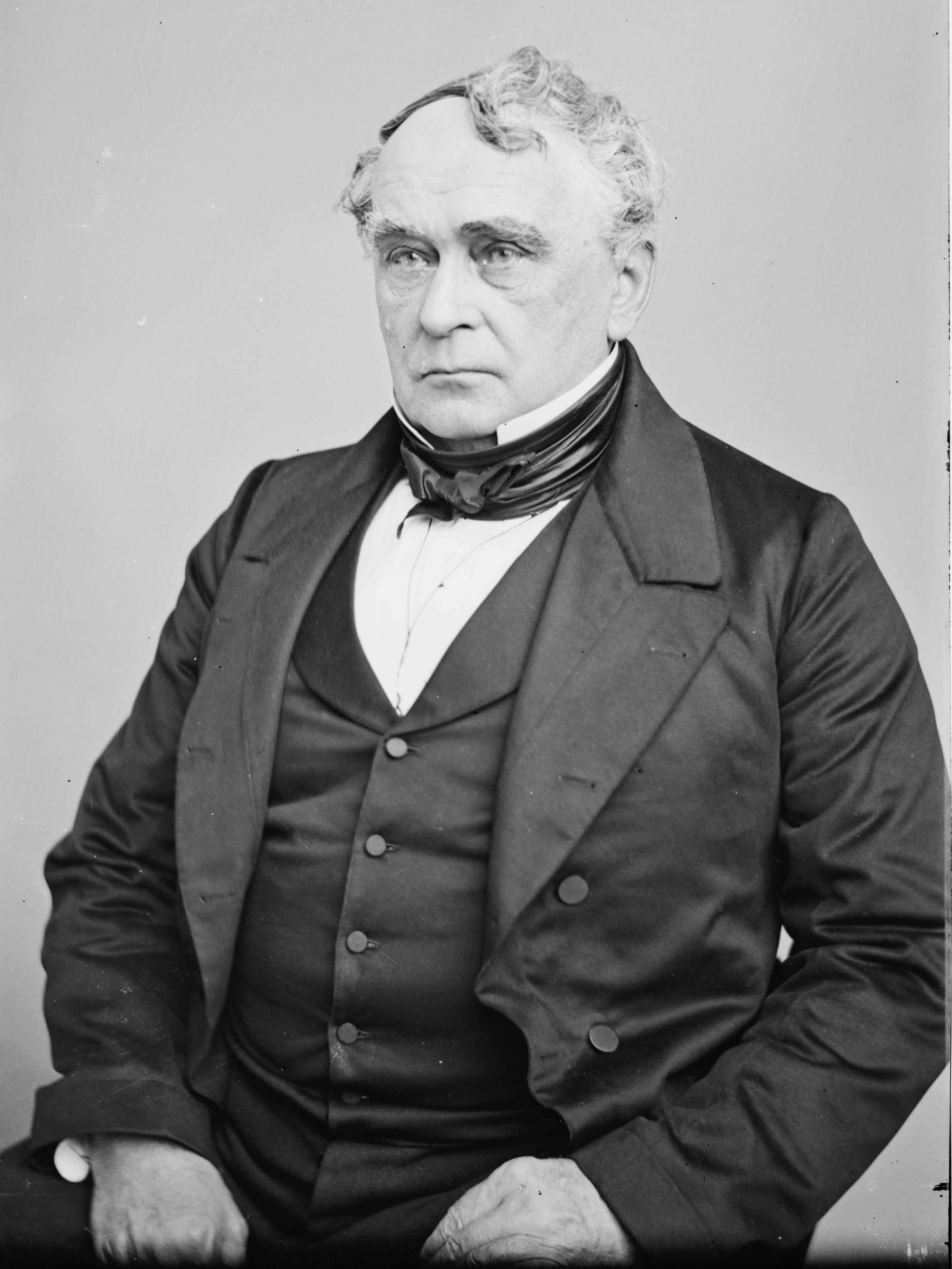
Francis Lieber

Le Lieber Code (également connu sous le nom : Instructions for the Government of Armies of the United States in the Field, l'ordre général no 100 ou encore les « instructions Lieber ») est un acte signé par le président Lincoln le 24 avril 1863 qui codifie l'attitude à adopter de la part des forces de l'Union pendant la guerre de Sécession.
Il a été nommé ainsi en référence au juriste et philosophe politique germano-américain Francis Lieber. Le Lieber Code codifie la loi martiale, la juridiction militaire, le traitement des espions et des traîtres ainsi que des prisonniers de guerre. Il a également influencé les règlements de campagne des troupes allemandes, anglaises, espagnoles, françaises, italiennes, japonaises et russes. 

## Le traitement éthique
Le traité insiste sur l'attitude que doivent avoir les soldats dans les zones occupées. En premier lieu, il est clairement spécifié que les prisonniers de guerre ne peuvent pas être exécutés (pas de combat sans merci), sauf si les soldats qui les ont fait prisonniers sont directement et manifestement menacés. En tant que tel, on peut considérer que le Lieber Code est un précurseur de la convention de Genève.
En outre, le Lieber Code envisageait une relation réciproque entre l'armée et les populations civiles. Aussi longtemps que la population ne résiste pas à l'autorité militaire, elle doit être bien traitée. Si la population civile se rebelle en prenant les armes ou aide la guérilla, il est prévu de prendre des mesures de répression. Parmi celles-ci il est prévu des amendes, la confiscation ou la destruction de la propriété, l'emprisonnement ou l'expulsion des civils qui ont aidé les rebelles, la déportation des populations, la prise d'otages, et la possible annihilation de la guérilla dans le respect des lois de la guerre. Cela autorisait le tir sans sommation contre des individus ne portant pas un uniforme militaire mais agissant comme tel et ceux qui commettent, ou sont accusés de commettre, des actes de sabotage.
Le Lieber Code a plus globalement influencé la constitution du droit de la guerre, notamment dans le domaine de la protection des biens culturels. C'est ainsi que l'article 35 des Instructions affirme que « les œuvres d'art, les bibliothèques, les collections scientifiques, ou les instruments de grand prix, tels que les télescopes astronomiques, doivent être préservés, au même titre que les hôpitaux, de tout dommage qui n'est pas inévitable, même quand ils sont compris dans les places fortifiés qui subissent un siège ou un bombardement ».